# Sürthgens Mossel
Sürthgens Mossel (auch Sürthgens Musel, von „Hund, der vom Sürthgen herkommt“) ist eine Sagengestalt, die der Legende nach täglich zwischen Bergstein (Hürtgenwald) und Nideggen (Kreis Düren) ihr Unwesen treibt. In Bergstein erinnert ein Denkmal an ihn.

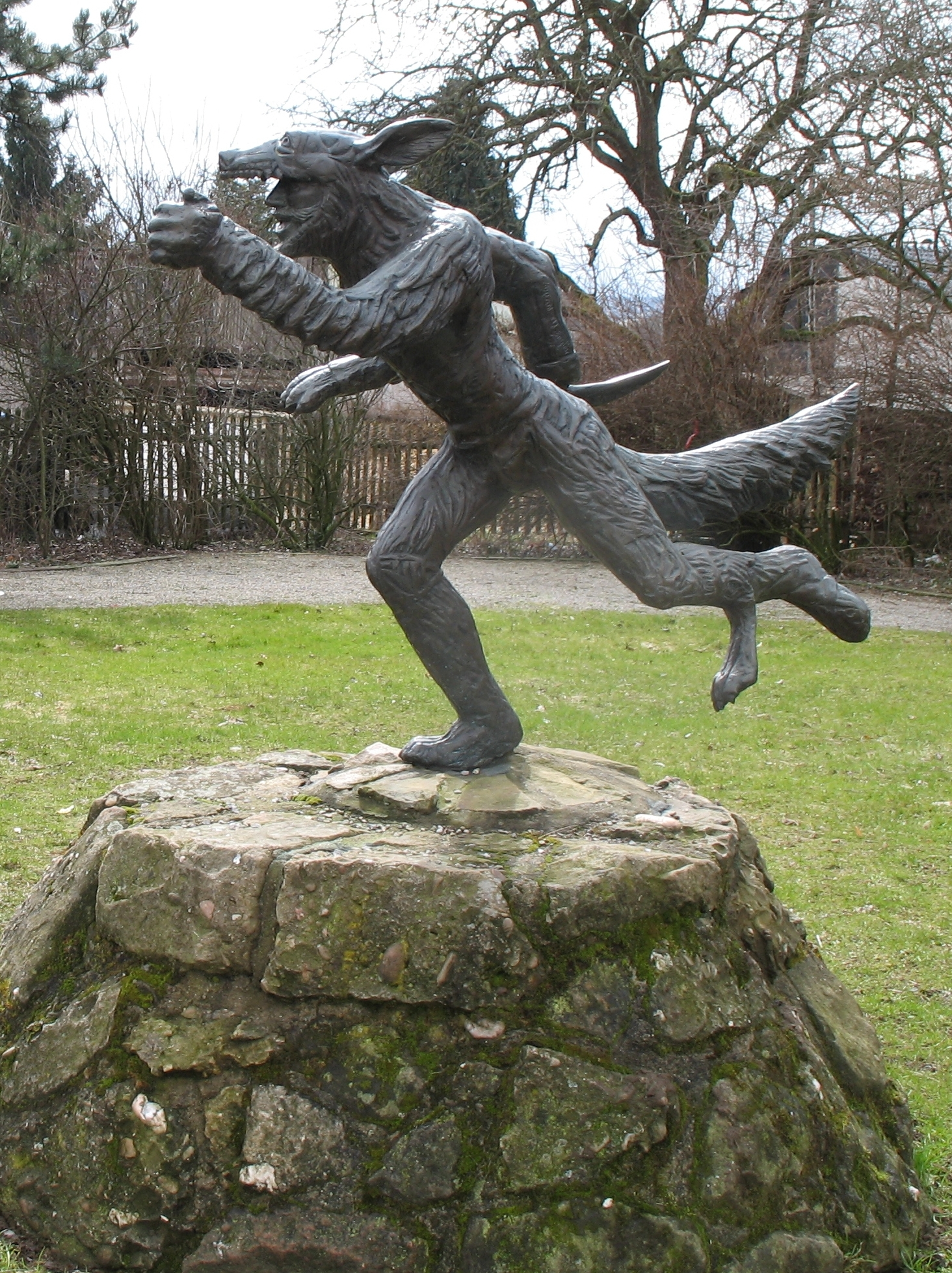

## Geschichtlicher Hintergrund
Während des Krieges zwischen Kaiser Karl V. und Herzog Wilhelm V. von Jülich-Kleve-Berg im Jahr 1542 lagen Truppen Karls in Bergstein und sollten auf Befehl Karls die Burg Nideggen einnehmen.

## Sage
Der Anführer der Belagerer wollte die Nideggener überlisten und hüllte sich in ein Hundefell. So verkleidet schlich er sich an die Stadt Nideggen heran. Mit seinen Truppen hatte er vereinbart, dass sie ihm auf ein geheimes Signal hin folgen sollten, sobald der richtige Zeitpunkt gekommen war. Für den Fall, dass sie kein Zeichen von ihm erhalten würden, sollten sie davon ausgehen, dass er gefangen genommen oder getötet worden war. Sollte dies geschehen, so hatte er sich geschworen, wollte er jahrhundertelang sein Unwesen in der Gegend treiben. Bei seiner List wurde er vom Graziasturm der Burg Nideggen aus erschossen, nach anderer Version zuerst gefangen genommen und dann erschossen. Seitdem soll er tagtäglich den Weg von Bergstein über den – Sürthgen genannten – Fußweg von der dortigen Kirche aus nach Zerkall bis Nideggen in Gestalt eines Hundes zurücklegen. Unterwegs soll er Menschen, die ihm begegnen, übel mitspielen, läuft ihnen zwischen die Beine und trägt sie ein Stück weit fort, um sie dann unsanft abzuwerfen.